# Tetranemertes rubrolineata
Tetranemertes rubrolineata är en djurart som tillhör fylumet slemmaskar, och som först beskrevs av Kirsteuer 1965.  Tetranemertes rubrolineata ingår i släktet Tetranemertes och familjen Emplectonematidae. Inga underarter finns listade i Catalogue of Life.